# Татарские Юнки
Татарские Юнки — село, центр сельской администрации в Торбеевском районе. Население 406 чел. (2001), в основном татары.
Расположено на речке Юнки (Ювня), в 18 км от районного центра и железнодорожной станции Торбеево. В «Списке населённых мест Пензенской губернии» (1869) Татарские Юнки — село казённое из 191 двора Краснослободского уезда. В 1913 г. в селе было 408 дворов (2 659 чел.); 4 мечети, 6 школ (4 мектеба, женское и мужское медресе; 332 учащихся).
В начале 1930-х гг. был создан колхоз им. Нариманова, с 1996 г. — СХПК. В современном селе — основная школа, библиотека, медпункт, магазин; мечеть; пруд им. Ш. А. Тарпищева. В Татарско-Юнкинскую сельскую администрацию входит с. Большая Ивановка (106 чел.).
Татарские Юнки — родина художника А. И. Китаева.

## Источник
- Энциклопедия Мордовия, В. П. Лузгин.

1. ↑  Численность и размещение населения Республики Мордовия. Итоги Всероссийской переписи населения 2010 года